# Polydesma umbricola
Polydesma umbricola là một loài bướm đêm trong họ Erebidae.